# Liste der Bodendenkmäler in Stein (Mittelfranken)
Auf dieser Seite sind die Bodendenkmäler in der mittelfränkischen Stadt Stein zusammengestellt. Diese Tabelle ist eine Teilliste der Liste der Bodendenkmäler in Bayern. Grundlage ist die Bayerische Denkmalliste, die auf Basis des Bayerischen Denkmalschutzgesetzes vom 1. Oktober 1973 erstmals erstellt wurde und seither durch das Bayerische Landesamt für Denkmalpflege geführt wird. Die folgenden Angaben ersetzen nicht die rechtsverbindliche Auskunft der Denkmalschutzbehörde.

## Bodendenkmäler der Stadt Stein

### Bodendenkmäler in der Gemarkung Oberasbach
| Lage                  | Objekt | Akten-Nr.     | Bild |
| --------------------- | --- | ------------- | ---- |
| Oberasbach (Standort) | Freilandstation des Mesolithikums sowie untertägige Teile der Wallensteinschen Befestigungsanlagen der frühen Neuzeit. | D-5-6531-0069 |      |
| Oberasbach (Standort) | Teilstück der Wallensteinschen Lagerbefestigung von 1632 mit flankierenden Werken.                                     | D-5-6531-0195 |      |

### Bodendenkmäler in der Gemarkung Stein
| Lage             | Objekt                                                      | Akten-Nr.     | Bild |
| ---------------- | ----------------------------------------------------------- | ------------- | ---- |
| Stein (Standort) | Siedlung der späten Bronzezeit.                             | D-5-6531-0199 |      |
| Stein (Standort) | Teilbereich der Wallensteinschen Lagerbefestigung von 1632. | D-5-6531-0200 |      |
| Stein (Standort) | Siedlung der Bronzezeit.                                    | D-5-6532-0006 |      |
| Stein (Standort) | Siedlung vor- und frühgeschichtlicher Zeitstellung.         | D-5-6631-0063 |      |